# Chevrolet Series AA Capitol
Chevrolet Series AA Capitol (або Chevrolet Capitol) — американський автомобіль, виготовлений компанією Chevrolet у 1927 році. Випущений у рік, коли Ford змінив Ford Model T на Ford Model A, Chevrolet було продано 1 001 820 автомобілів серії AA, і під керівництвом генерального директора Вільяма С. Кнудсена Chevrolet випередить домінування Ford на міжнародному ринку. Представлення GM платформи GM A також передбачало щорічні зміни зовнішнього вигляду з використанням корпоративного зовнішнього вигляду від нещодавно створеного відділу мистецтва та кольору, очолюваного Харлі Ерлом, що означало, що Chevrolet Capitol і Cadillac Series 314 мали спільний вигляд як обидва автомобілі, а також Oakland, Oldsmobile і Buick використовували Fisher Body, що зараз належить GM, як єдиного постачальника кузовів. Індивідуальність між брендами визначалася виробником двигуна, який був ексклюзивним для бренду, і значком на радіаторі. Ця модель документує, що педаль акселератора була введена, оскільки попередні покоління використовували дросель, встановлений у центрі рульової колонки разом із установкою газового манометра, встановленого на панелі приладів, і центрального встановлення дзеркала заднього виду.